# Čopasta grebenuša
Čopasta grebenuša (znanstveno ime Polygala comosa) je zelnata trajnica s pokončnimi krepkimi poganjki, ki je dokaj pogosta tudi v Sloveniji.

## Opis
Čopasta grebenuša zraste v višino med 7 in 30 cm in ima vijolične cvetove, ki so zbrani v socvetja, v katera se združuje od 15 do 50 posamičnih cvetov.
V Sloveniji cveti od maja do julija.